# エルリヒハイム
エルリヒハイム (ドイツ語: Erligheim) はドイツ連邦共和国バーデン＝ヴュルテンベルク州ルートヴィヒスブルク郡に属す町村（以下、本項では便宜上「町」と記述する）である。この町は、シュトゥットガルト地域（1992年まではミットレラー・ネッカー地域）およびシュトゥットガルト大都市圏に含まれる。この街にはエルリヒハイム地区以外に含まれる集落はない。

## 地理

### 位置
エルリヒハイムは、ネッカー盆地西部、シュトロムベルクの東支脈の麓、バウムバッハ川の支流エンスバッハ上流部左岸の平らな窪地に位置している。バウムバッハ川は東の町の近くでネッカー川に注いでいる。南東に位置する郡庁所在地ルートヴィヒスブルク、北東に位置するハイルブロンは、いずれも直線距離で約 16 km の場所にある。

### 隣接する市町村
エルリヒハイムは、北西から北を回って東までベニヒハイムと境を接している。南東から南にかけてはレヒガウ、南西はフロイデンタールと接している。これらはいずれもルートヴィヒスブルク郡に属している。

### 保護区
エルリヒハイムは、シュトロムベルク＝ホイヒェルベルク自然公園内にあり、ベニヒハイム、エルリヒハイム、フロイデンタール、レヒガウ、クラインザクセンハイムにまたがるシュトロムベルクの支脈景観保護区、バウムバッハタール景観保護区、シュトロムベルク生息地指令地区、シュトロムベルク鳥類保護区の一部を有している。この他に、エルリヒハイムには3つの自然文化財がある。

### 土地利用
| 土地用途別面積     | 面積 (km2) | 占有率 |
| ------------------ | ---------- | ------ |
| 住宅地および空き地 | 0.40       | 6.5 %  |
| 産業用地           | 0.14       | 2.3 %  |
| レジャー用地       | 0.04       | 0.7 %  |
| 交通用地           | 0.47       | 7.6 %  |
| 農業用地           | 3.75       | 60.5 % |
| 森林               | 1.19       | 19.2 % |
| 水域               | 0.03       | 0.5 %  |
| その他の用地       | 0.17       | 2.7 %  |
| 合計               | 6.19       |        |

州統計局の2018年12月31日現在のデータによる。

## 歴史

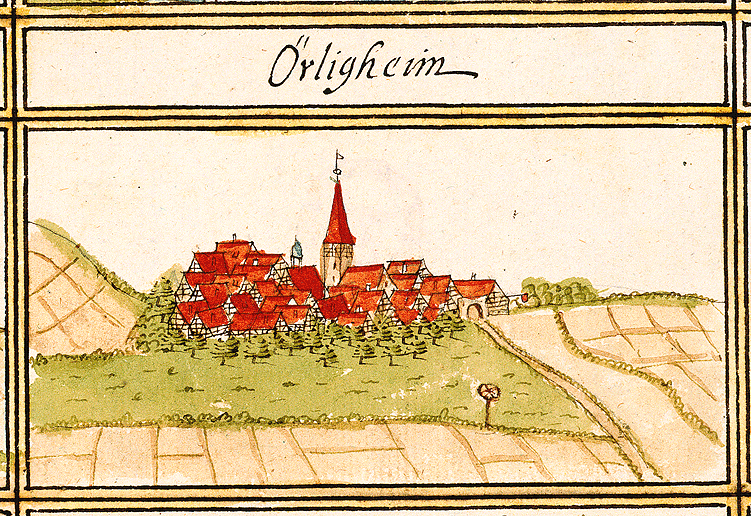
1648年頃にアンドレアス・キーザーによって描かれたエルリヒハイム

エルリヒハイムは、ロルシュ文書中に、793年に初めて記録されている。中世盛期には、マーゲンハイム家が土地を所有していた。隣のベニヒハイムと同様に、1388年に集落の共同相続が始まった。ザクセンハイム家、ナイペルク家、リーベンシュタイン家、ゲンミンゲン家がエルリンゲンの共同所有者であった。エルリンゲンは1785年にヴュルテンベルク公領となり、オーバーアムト・ベジヒハイムに属した。1822年に独立した自治体となり、1938年のオーバーアムト廃止に伴ってルートヴィヒスブルク郡に属した。
第二次世界大戦では、フランス軍が1945年4月8日にエルリンゲンに進軍してきた。戦後は155人の難民や追放された人を、主に新興住宅地アイヒェルトに受け容れた。これ以外の新興住宅地としては、ヒンター・デム・ドルフ、シュメルバッハ、ローゼンフェルト、エンスバッハ、ブラットヴィーゼン、クーエッカー、ヴィンターライン II がある。

## 住民

### 人口推移
各時点の町域における人口を示す。数値は推定値、人口調査結果 (*)、バーデン＝ヴュルテンベルク州統計局の公的研究結果に基づいている。

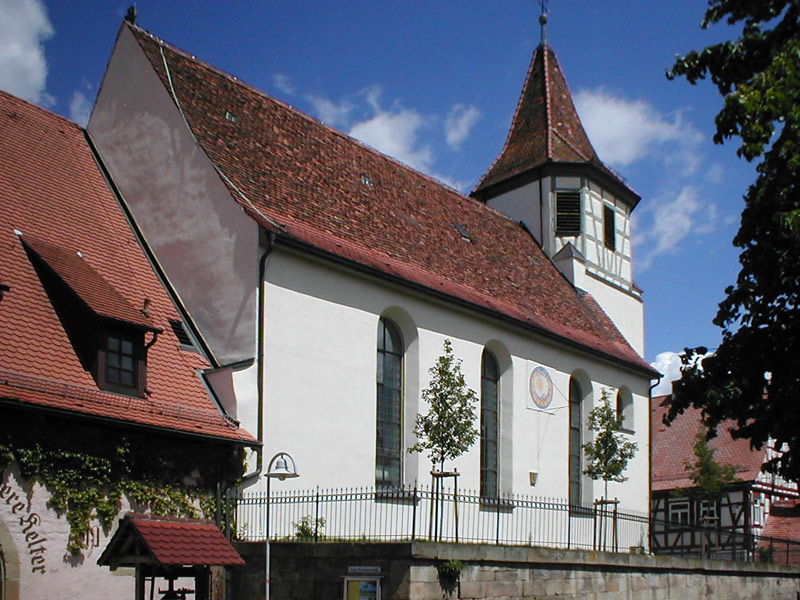
ヨハネス教会

| 時期            | 人口（人） |
| --------------- | ---------- |
| 1871年12月1日 * | 681        |
| 1880年12月1日 * | 712        |
| 1890年12月1日 * | 686        |
| 1900年12月1日 * | 668        |
| 1910年12月1日 * | 602        |
| 1925年6月16日 * | 606        |
| 1933年6月16日 * | 636        |
| 1939年5月17日 * | 642        |
| 1950年9月13日 * | 866        |
| 1961年6月6日 *  | 1,121      |

| 時期            | 人口（人） |
| --------------- | ---------- |
| 1970年5月27日 * | 1,648      |
| 1980年12月31日  | 1,805      |
| 1987年5月25日 * | 1,975      |
| 1990年12月31日  | 2,147      |
| 1995年12月31日  | 2,518      |
| 2000年12月31日  | 2,657      |
| 2005年12月31日  | 2,725      |
| 2010年12月31日  | 2,686      |
| 2015年12月31日  | 2,743      |

### 宗教
エルリヒハイムは、16世紀の宗教改革の影響で主に福音主義が根付いている。町の中心部のヨハネス教会は、精神的のみならず、建築技術上もこの町を形作っている。福音主義教会の他に自由キリスト教会もこの町にある。少数のカトリック信者は、ベニヒハイムのローマ＝カトリック教会に帰依している。

## 行政

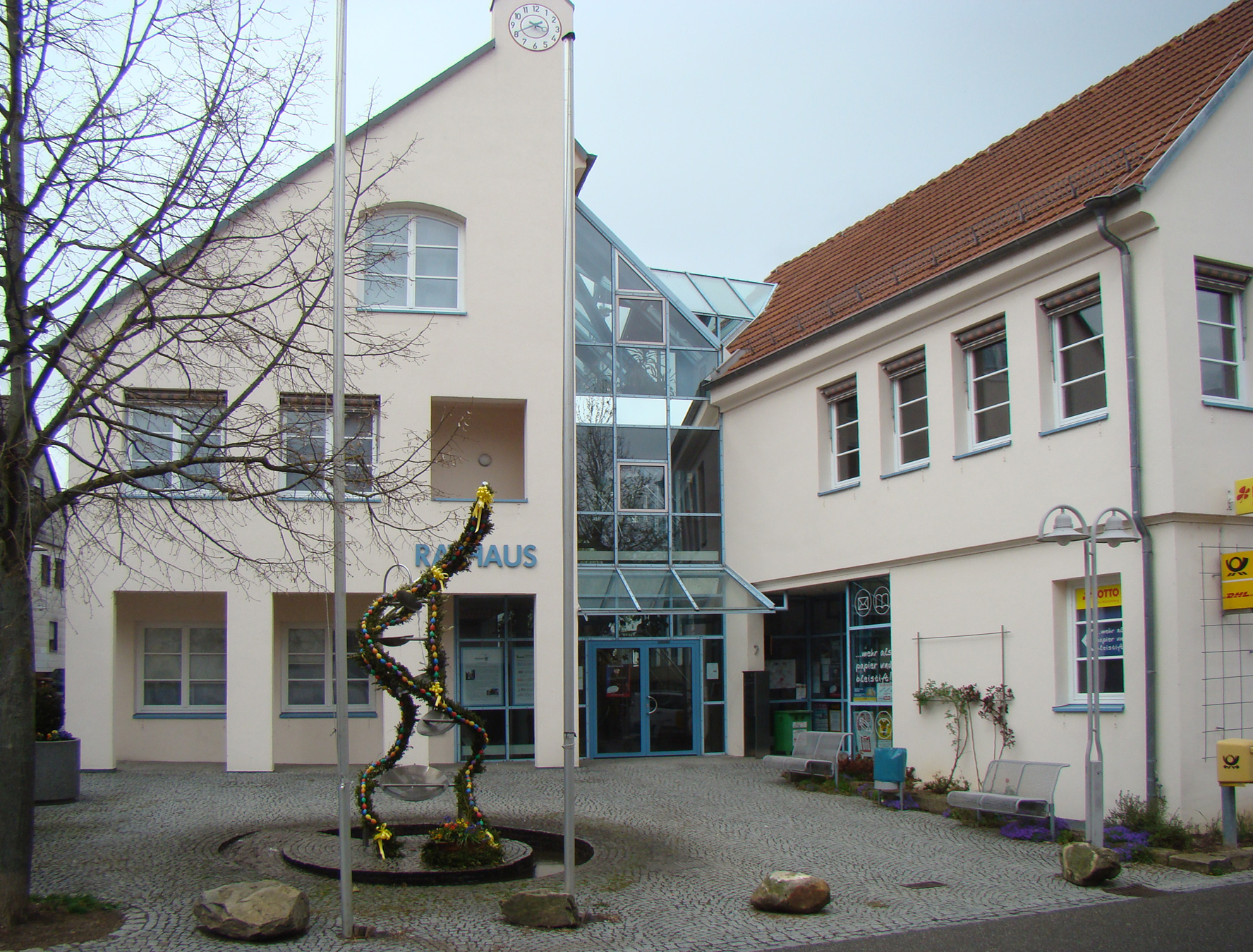
エルリヒハイムの町役場

### 議会
この町の町議会議員は12議席である。町議会の議長は、町長が務める。町長は町議会において投票権を有している。

### 首長
- 1954年 - 1974年: ヴェルナー・ホルツヴァルト
- 1974年 - 2006年: アルベルト・ライボルト
- 2006年 - : ライナー・ショイフェレ

### 紋章と旗
町の紋章は銀地で、根を張った緑のハンノキ (ドイツ語: Erle) が描かれている。その幹には、顔のついた赤い月が上向きに取り付けられている。町の旗は、緑 - 白である。この町の紋章と旗は、1980年4月8日に認可された。

### 姉妹自治体
- マルカースドルフ（ドイツ語版、英語版）（ドイツ、ザクセン州）

エルリヒハイムは、ザクセン州オーバーラウジッツの町マルカースドルフと2001年から姉妹自治体協定を結んでいる。両者はそれ以前の1990年から継続的に交流を深めていた。

## 文化と見所

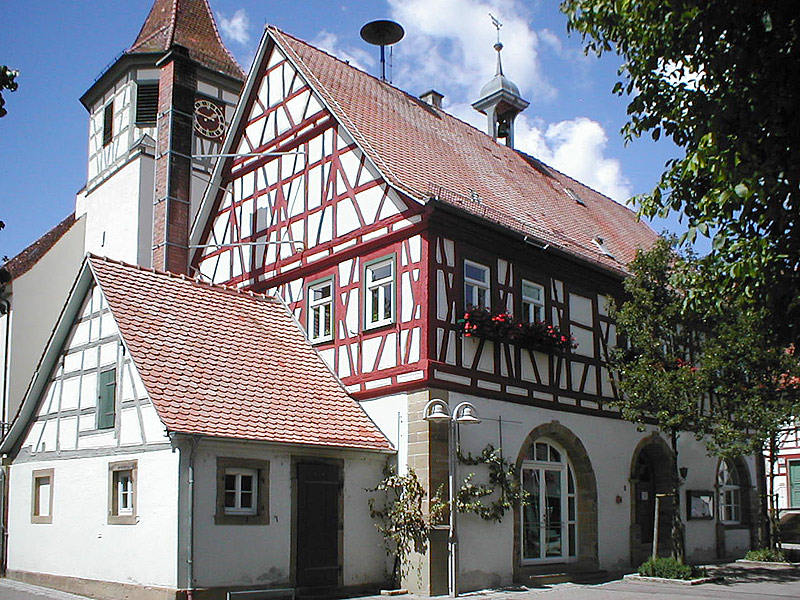
旧町役場

### 文化財

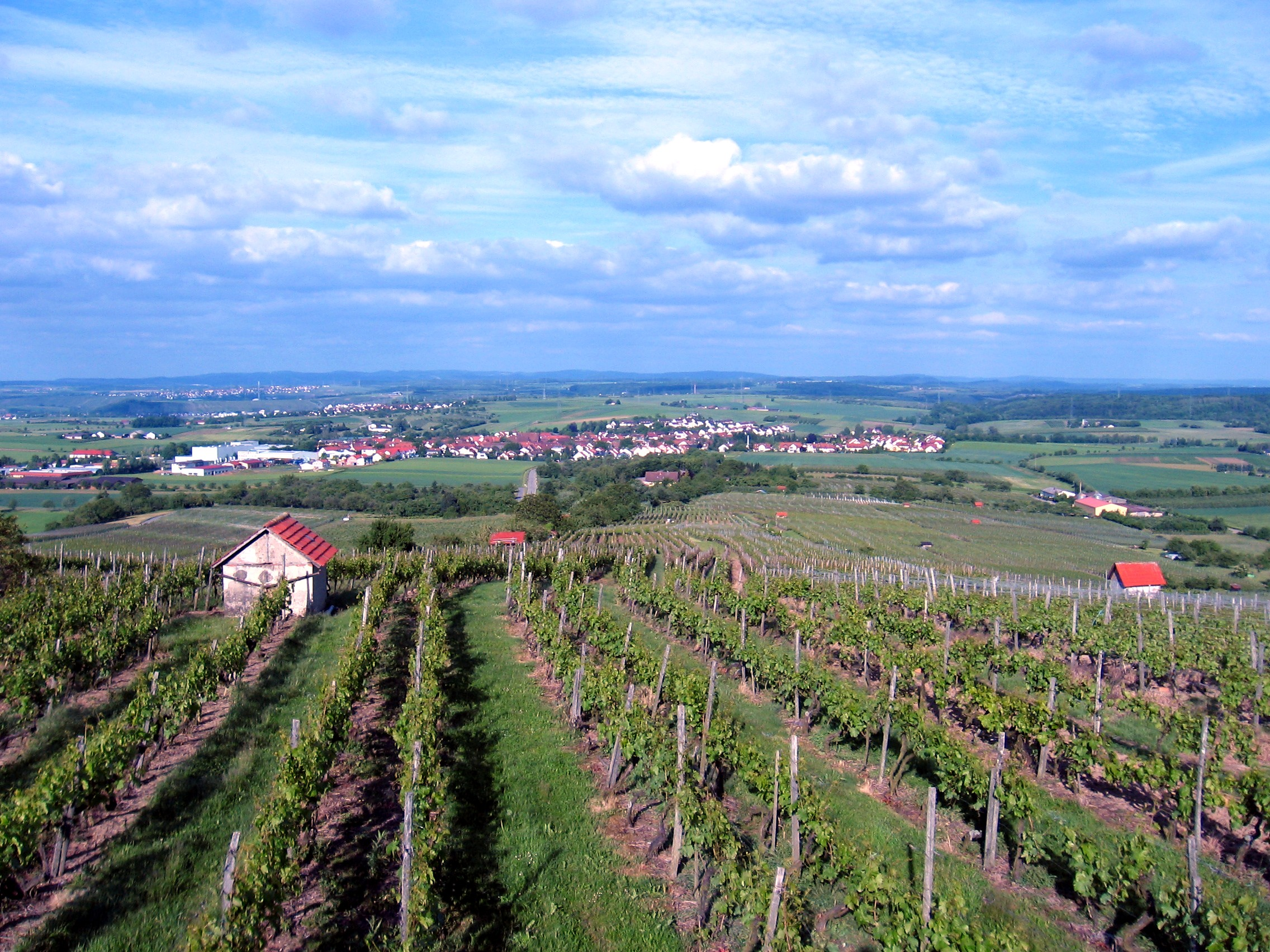
エルリンゲン・ヴァインカツェルからの眺望

- 町の中心に福音主義ヨハネス教会がある。この教会は1740年の銘がある玄関や、ファサード前の日時計を有している。
- ヨハネス教会近くの旧町役場は1746年に建設され、1989年まで町の行政庁舎として用いられていた。1978年に改修されたこの建物は、現在、文化目的に利用されている。町立図書館も、近くの改修された木組み建築に移転するまでは、この建物に入居していた。
- フォルデーレ・ケルターは、1772 - 73年に教会に隣接する街区にゲンミンゲン家によって「ゲンミンガー・ケルター」として建設され、1952年までケルター（ブドウ搾り所）として利用されていた。1980年と1999年に改築され、現在は公民館となっている。
- 歴史的な飲食店「グリューナー・バウム」もかつてはゲンミンゲン家の家屋敷であった。
- 旧校舎は、1850年に農場主ヨハン・フリードリヒ・ショイルレンによって建設され、1854年に町に寄贈された。この建物は現在、自由キリスト教会エルリヒハイムが集会所として利用している。
- 現在の町役場は、20世紀後期の近代的な実用的建築である。この建物の前には近代的な泉があり、建物の中にはマインツの輪（ドイツ語版、英語版）が刻まれた歴史的な石材がある。

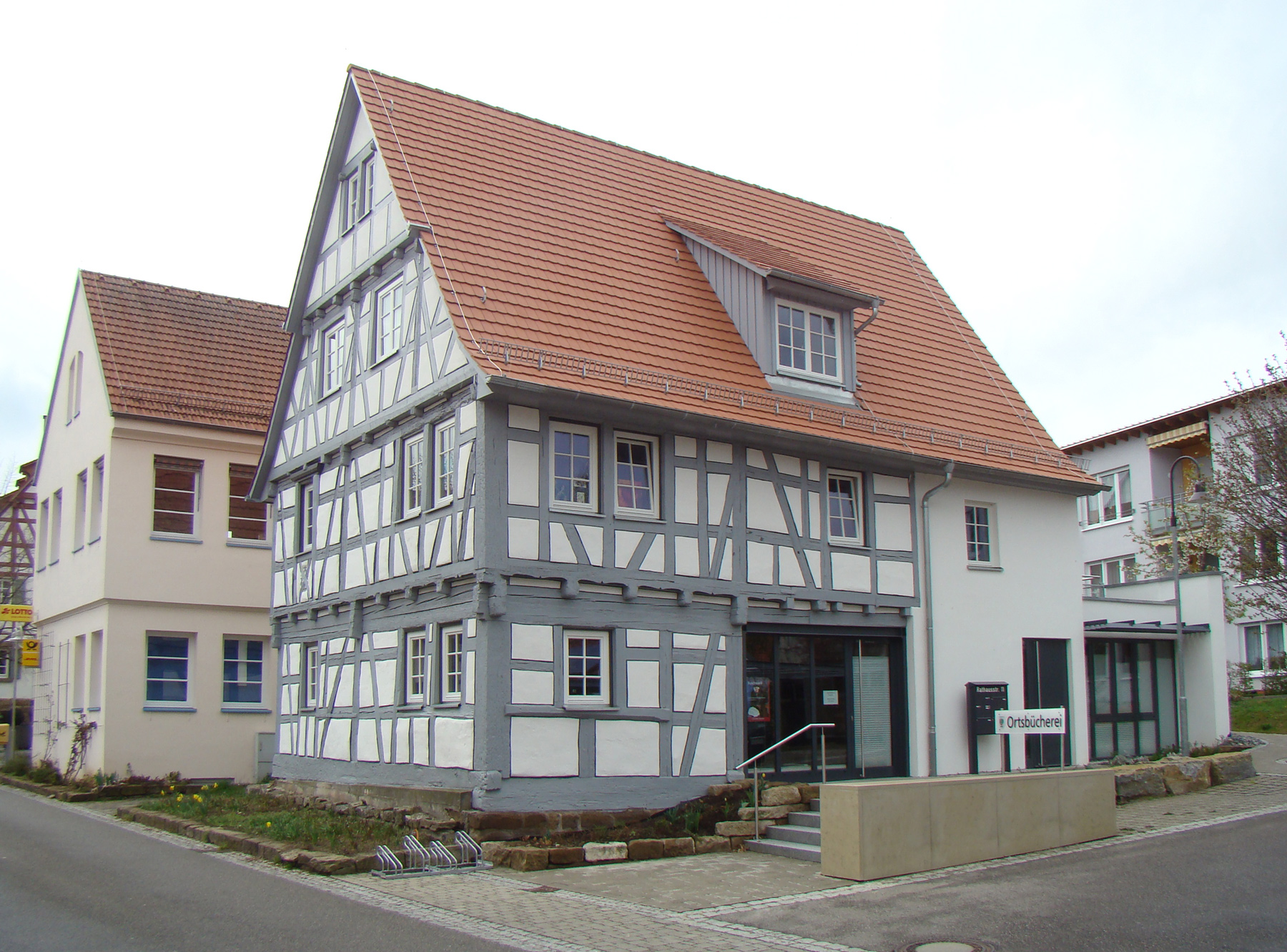
町立図書館
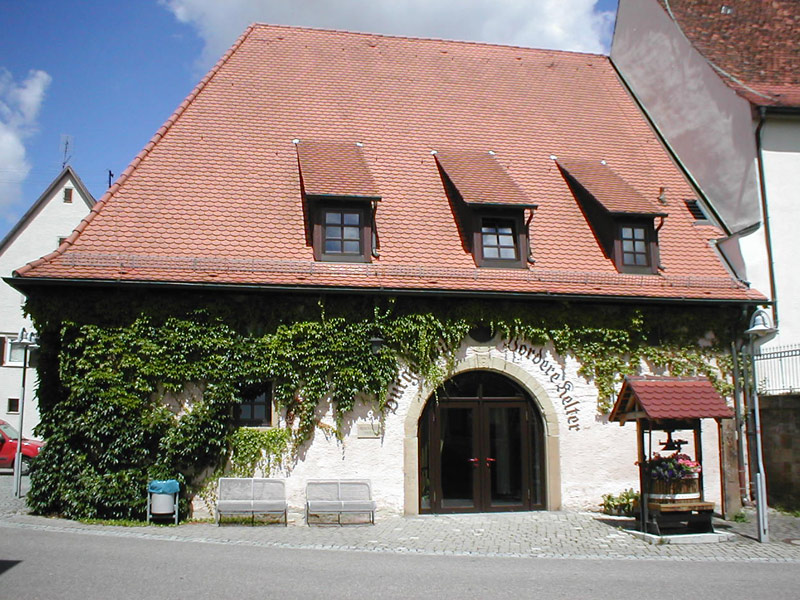
フォルデーレ・ケルター
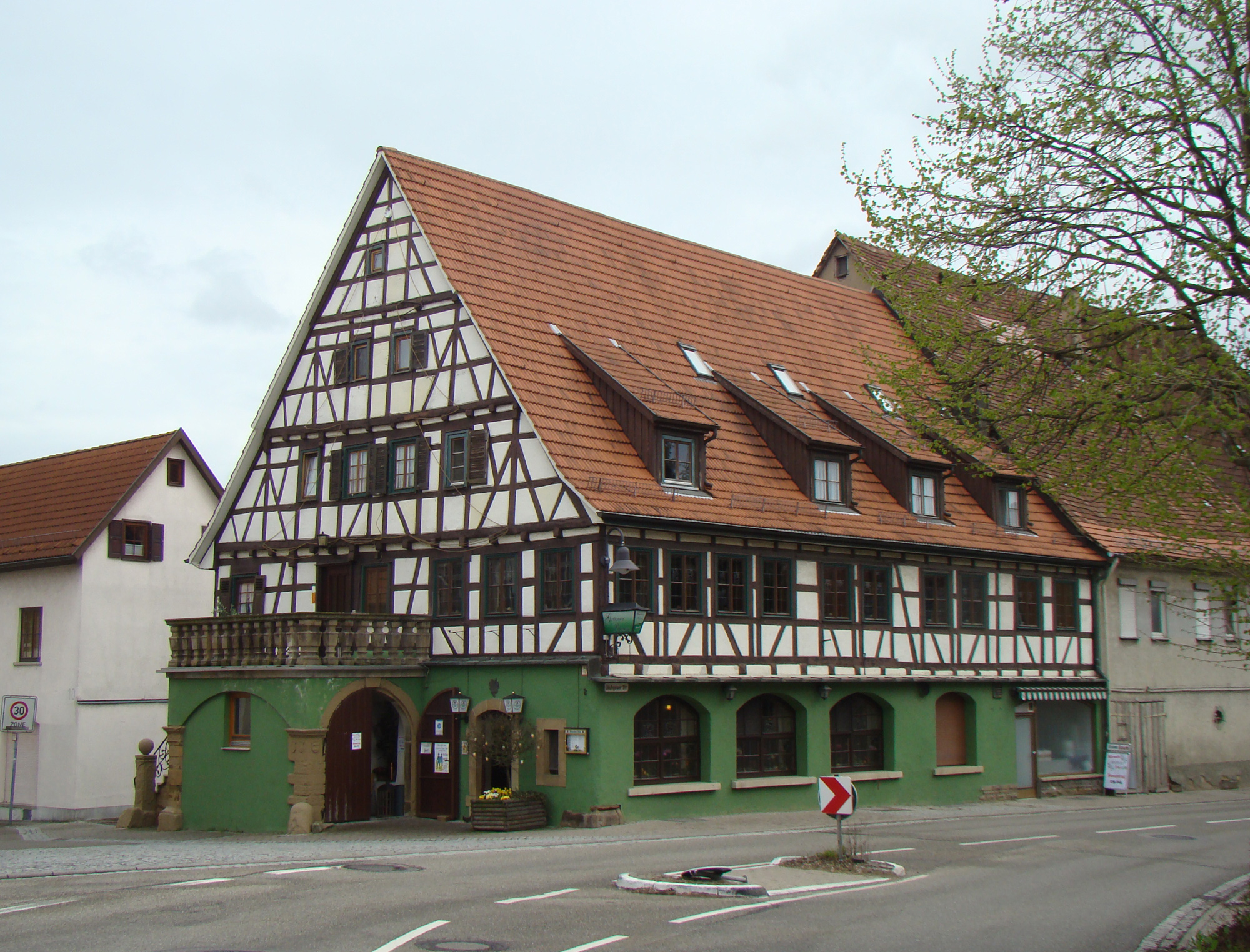
グリューナー・バウム
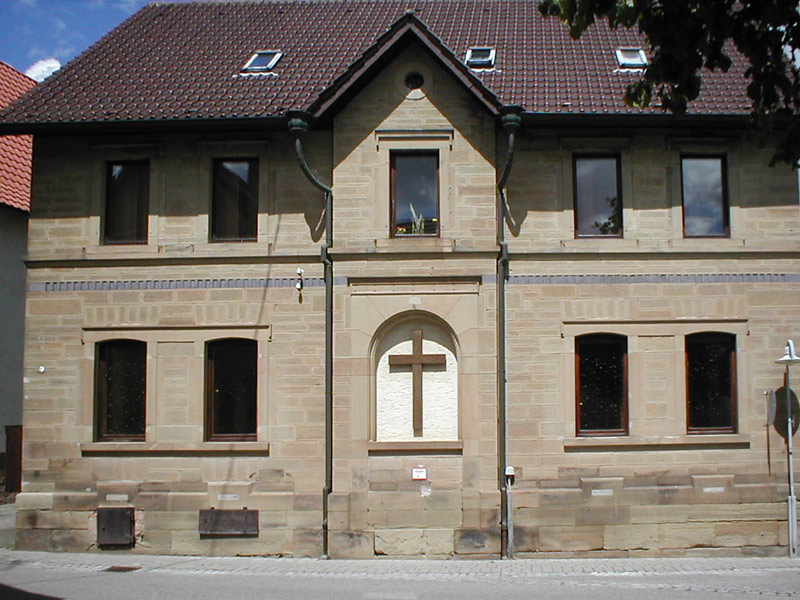
旧校舎
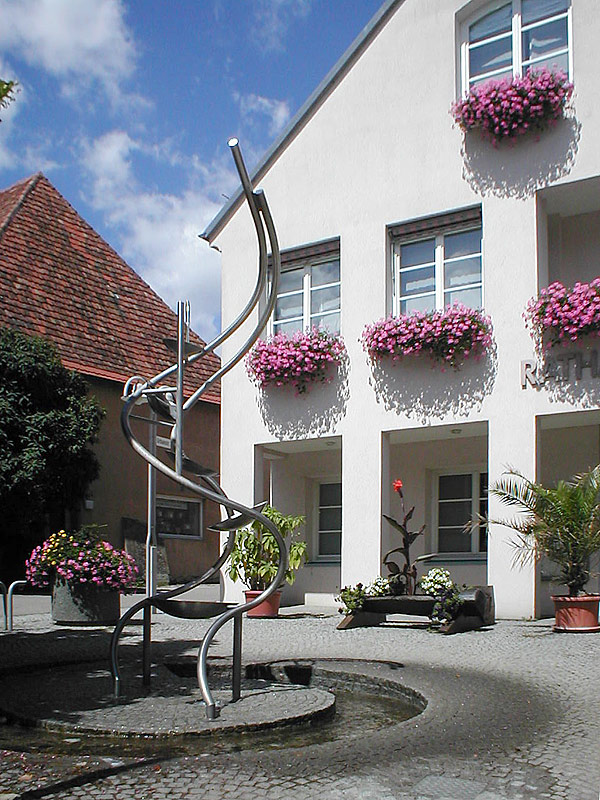
町役場前の泉

### 展望台
エルリヒハイマー・キルシュベルクのヴァインカンツェルからは、天気の良い日にはホイヒェルベルクからシュールヴァルトに至るパノラマが眼下に広がる。

## 経済と社会資本
エルリヒハイムでは、今日でも農業が重要な役割を担っている。町の面積の 60 % 以上が農業に利用されている。40 % 以上がブドウ畑であり、ブラウアー・ポルトギーザー、ピノ・ムニエ、ブラウフレンキッシュが主要な栽培種である。この他に約 30 ha の果樹園がある。約1200本のセイヨウミザクラの木がまとまってある「エルリンゲンの桜」は、天気の良いに日は1000人以上の見物客を集める。

### 教育
エルリンゲンには、幼稚園1園と基礎課程学校1校がある。本課程学校や上級の学校はベニヒハイムにある。エルリンゲンの生徒には、ベージヒハイムやビーティヒハイム＝ビシンゲンの上級学校へ進学する者もいる。

### ライフライン
この町の電力網は、EnBW レギオナル AG が運営している。ガス網は、シュタットヴェルケ・ビーティヒハイム＝ビシンゲン GmbH が管理している。上水道は、ベジヒハイム水供給グループが提供している。塵芥処理は、ルートヴィヒスブルク郡の 100 % 子会社のルートヴィヒスブルク郡塵芥処理会社 (AVL) が行っている。AVLは、ルートヴィヒスブルク郡の委託を受けてゴミの削減、再利用、廃棄といった処理を行っている。